# Klement Marija Hofbauer
Sveti Klement Marija Hofbauer (Tasovice, Češka, 26. prosinca 1751. – Beč, Austrija, 15. ožujka 1820.) bio je češki rimokatolički svećenik, redovnik iz reda redemptorista i svetac Katoličke Crkve, zaštitnik pekara. 
Njegov otac bio je Petr Pavel Dvořák iz Moravskih Budejovica, koji je 1736. godine, kada se oženio Marijom Steerovom u pretežno njemačkom gradu Tasovice, već bio upisan u maticu vjenčanih kao Paulus Hofbauer pa je to prezime dobio i njegov sin.
Klement Marija Hofbauer smatra se velikom figurom u europskoj povijesti – utjecao je na Bečki kongres i uzrokovao ukidanje jozefinskih dekreta koji su potiskivali Rimokatoličku Crkvu. U Varšavi između 1787. i 1808. osnovao je mnoge škole za siromašne, kao i prvu tehničku školu za djevojke u Europi. Kad je Napoleon nakon osvajanja Varšave zabranio sve vjerske zajednice, preselio se u Beč. Zbog utjecaja na široke slojeve stanovništva, bio je stavljen pod policijski nadzor. Glavni je svetac zaštitnik Beča i suzaštitnik Varšave. Budući da su se na njegovom grobu događala ozdravljenja, proglašen je blaženim 1888. godine. Katolički liturgijski kalendar obilježava ga 20. svibnja, kada je kanoniziran 1909. godine.
Kapela sv. Klementa Marije Hofbauera u Tasovicama  izgrađena je na mjestu rodne kuće P. Hofbauera, srušene 1932. Kapelom upravlja redemptoristička zajednica, iza crkve nalazi se njihov samostan, osnovan 1929. godine.
Posmrtni ostaci sv. Klementa Marije Hofbauera čuvaju se u crkvi Gospe na nasipu (Maria am Gestade) u središtu Beča. Ovdje, u malom muzeju, čuvaju odjeću i osobne predmete oca Hofbauera.
Jedan od najpoznatijih prikaza oltarne slike sv. Klementa Marije Hofbauera jest sv. Klement koji daje milostinju, koju je naslikao češki slikar Josef Mathauser povodom njegove beatifikacije 1889. godine, a nalazi se u crkvi Gospe od Vječne Pomoći i sv. Kajetana u Pragu, a čije su fotokopije od 1930-ih široko objavljivane u nabožnoj grafici diljem svijeta.